# Barnett Newman
Pour les articles homonymes, voir Newman.
Barnett Newman (29 janvier 1905, New York – 4 juillet 1970, New York) est un peintre, illustrateur, graveur et sculpteur américain. Il est l'un des représentants les plus importants de l'expressionnisme abstrait et l'un des premiers peintres de la Colorfield Painting.

## Biographie

### Enfance
Barnett Newman est né dans la maison familiale au 480 Cherry Street dans le Lower East Side de Manhattan à New York le 29 janvier 1905. Ses parents, Abraham et Anna (nés, respectivement, en 1874 et 1882) étaient des immigrants Juifs venant de Lomza, ville de Pologne.
Le père gagne sa vie en vendant des pièces de machine à coudre à des ouvriers d'usine de vêtements. Barnett Newman eut 4 frères et sœurs. L'ainé mourra dès la petite enfance, faisant de Barnett l'aîné de la fratrie. Abraham Newman lança une entreprise industrielle de vêtements. Son activité prospère et vers 1915, la famille Newman déménage à Belmont Avenue, dans un quartier bourgeois du Bronx. À cet endroit, Barnett jouit d'une enfance remplie par le sport et les leçons de piano.
Les Newman sont sionistes et les enfants vont à l'école hébraïque nationale du Bronx. En supplément des cours de l’école, les enfants ont des cours à la maison par de jeunes juifs venant d'Europe.

### Adolescence
De 1919 à 1923, Barnett Newman étudie à DeWitt Clinton High School. Newman raconta plus tard qu'il faisait régulièrement l'école buissonnière pour se divertir au Metropolitan Museum of Art qui était situé non loin de l'école.
Lors de sa première année au lycée, Newman se cherche un deuxième prénom qui devient Benedict qui est un dérivé de son prénom hébreu Baruch. Plus tard, on l'appelle « Barney » puis « B.B ». Newman utilise un « B » supplémentaire dans sa signature qu'il utilise jusqu'à la fin de sa vie sur tous ses documents officiels.
En Terminale, Newman travaille le dessin en classe six jours par semaine dans une école d'art : Art Students League. Il est récompensé lorsque son dessin Much-labored-over est choisi lors d'une exposition des meilleurs travaux d'étudiant.
Dans cette école, de 1923 à 1927, Newman fait la rencontre d'Adolph Gottlieb qui a déjà commencé sa vie d'artiste puisque Gottlieb a abandonné le lycée en 1921 pour étudier l'art et visiter l'Europe. Ils deviennent amis et fréquentent régulièrement le Metropolitan Museum of Art.
Après le lycée, Newman s'inscrit à l'université de New York où il étudie la philosophie. Il contribue à la publication d'articles dans le journal de l'école The Campus et dans une revue littéraire étudiante The Lavander. Il publie par exemple une critique sur Roger Fry. Lors de son cursus, il devient ami avec Aaron Siskind, un artiste qui devient par la suite un photographe reconnu.
Dans les années 1930 il peint ce que l'on dit avoir été des œuvres expressionnistes, mais il les détruit toutes. Il devient alors écrivain et critique d'art, organise des expositions et écrit des préfaces de catalogues. Plus tard, il devient membre du Uptown Group.

### Après l'université
En 1927, le père de Newman lui proposa de le rejoindre dans l'affaire familiale qui prospère afin de mettre de l'argent de côté au vu du futur précaire auquel un artiste peut être confronté. Barnett Newman accepte et un de ses frères se joint à lui.
En 1929, lors du krach boursier d'octobre, l'affaire familiale de vêtements est en crise. Alors que son frère quitte l'entreprise, Barnett Newman reste à l'entreprise pour tenter d'aider son père à sauver la société. Mais l'activité continue de s'effondrer. Barnett quitte l’entreprise et tente de devenir un professeur d'art dans le système scolaire public de New York. Il devient alors un professeur d'art remplaçant gagnant 7,50 $ par jour.
Par le biais de son ami, Gottlieb, il rencontre dans les années 1930, le peintre Milton Avery. Ils deviennent le centre d'un groupe de jeunes artistes qui se réunissent fréquemment à la maison de Milton Avery pour étudier leurs travaux et pour parler littérature. Newman et Gottlieb vivent ensemble pendant cette période.
Quelques années plus tard, Newman présente un manifeste avec un ami s'intitulant "Le besoin de l'action publique par les Hommes de culture" qui s'inscrit en trois temps : un enseignement plus vaste, une plus grande considération de l'artisanat et favoriser la vie culturelle.
En 1934, Newman se lie d'amitié avec Annalee Greenhouse avec laquelle il partage et aime la musique. Elle devient sa femme quelque temps plus tard.
En 1935, il reprend un travail fait lorsqu'il était étudiant sur la défense des droits des fonctionnaires, (des professeurs, des éboueurs, etc.) qu'il appelle The Answer il écrit : « Les livres que nous recommandons » et promulgue des livres tels que L'Éthique de Spinoza, La République de Platon et un texte miroir s'intitulant : « Les livres que nous condamnons » et cite les œuvres de Marx ou Lénine.

### Sa carrière d'enseignant
Le 30 juin 1936, Annalee et Barnett se marient. Le couple souhaite s'installer dans le Maine mais les préoccupations financières les contraignent à retourner à leurs emplois d'enseignant à New York.
En avril 1937, Newman apprend qu'il n'est pas reçu à l'examen pour devenir enseignant d'art à temps plein. Il obtient seulement 15% de réussite à l'examen. Il continue donc à être enseignant remplaçant et gagne moins de 1 400 $ par an sans congés payés ou assurance chômage. Malgré tout, il gagne mieux sa vie que ses amis Gottlieb ou Rothko qui sont peintres pour des œuvres fédérales financées par le "Work Progress Administration" (WPA). La même année, son père subit une crise cardiaque et part à la retraite. Barnett Newman décide donc de mettre l'entreprise en liquidation financière. Dans le même temps, Barnett aide le père de sa femme dans une bataille juridique sur la contrefaçon d'examen. Barnett confie plus tard que cette période fut la moins riche en œuvre, il déclare : « j'ai estimé que j'avais des problèmes plus sérieux : mon père, son père ».
En janvier 1938, il passe le concours de professeur d'anglais de lycée. Il échoue, et se concentre sur l'examen de professeur d'art. Cette fois-ci, son score fut de 33% pour ses compétences d'aquarelle, ce qui ne fut pas suffisant. Pour l'association des Beaux arts, il lance un assaut généralisé contre la commission des jurys d'examen. Il obtient le soutien d'artistes bien connus tels que : Max Weber, Thomas Hart Benton ou encore Rockwell Kent. Il organise une exposition des œuvres rejetées par les jurys et la nomme : « Pouvons-nous dessiner ? Le jury dit NON » et comprend un tableau de Weber. Cette exposition attire les visiteurs et les médias. Par la suite, Newman ainsi que sa sœur sont autorisés à repasser l'examen. Newman échoue une fois de plus.
En 1939, Annalee décroche un poste d'enseignant régulier dans un lycée dans le Queens (William Cullen Bryant School).
Une aquarelle de Newman intitulée "Country Studio" fait partie d'une exposition d'art organisée par les membres de l'association d'enseignants d'art en mars 1940. Cette aquarelle est presque similaire à la campagne : « Pouvons-nous dessiner ? » parue deux ans plus tôt. En octobre de la même année, Newman décide de laisser tomber quelques cours du soir de sérigraphie qu'il dispensait. Il poursuit son intérêt pour les sciences naturelles. Il prend des cours à l'American Museum of Natural History et est élu membre associé de l'Union des ornithologues américains. Durant l'été, Barnett et Annalee étudient les oiseaux et la vie marine dans le Maine puis suivent des cours de botanique et d'ornithologie à l'Université Cornell à Ithaca, New York.

### Carrière artistique

#### Début de carrière
En 1943, Barnett Newman a écrit la préface du catalogue de la première exposition des AMA, les Artistes Modernes Américains. Ce spectacle est une protestation contre le Metropolitan Museum of Art de New York à cause de son exclusion de l'art moderne lors de ses expositions. En 1945, il se dévoue à plusieurs écrits qui sont publiés post mortem comme : l'Image Plasmique, un essai exposant ses idées sur l'art abstrait. La même année, Newman et sa femme apprennent que certains membres de la famille ont été déportés par les nazis. C'est à cette même époque qu'ils deviennent amis proches avec Tony Smith, un architecte et artiste qui l'aide à organiser des expositions. À la fin de cette année, Newman rejoint les artistes exposant à l'exposition de Betty Parsons. C'est la première exposition de Newman depuis l'exposition en 1940 avec ses amis, les membres de l'association d'enseignants d'art.
En 1947, Newman rencontre Jackson Pollock et Lee Krashner. Newman et Pollock forgent une forte amitié. Pollock était un artiste qui exposa ses créations lors de la dernière exposition de la « Art of This Century » créée par Peggy Guggenheim. L'ami de Newman, Betty Parson, ajoute par la suite Pollock aux artistes qu'elle expose dans sa galerie. Newman prépare un évènement à la galerie de Betty Parson cette même année où il expose ses œuvres : Gea et Euclidian Abyss.
En juin 1947, le père de Newman meurt. À la fin de l'année scolaire, Newman quitte son travail et son couple pour vivre sur les seuls revenus d’Annalee, sa femme. Newman écrit un essai intitulé The First Man Was an Artist qui signifie Le premier homme était un artiste. Cet essai apparait dans le premier numéro de l'œil du tigre, un petit magazine d'art. Il y contribue fortement en écrivant sur le thème « Pourquoi je peins » sur lequel il exprima : « Un artiste peint de sorte qu'il aura quelque chose à regarder, parfois il doit écrire de sorte qu'il aura aussi quelque chose à lire ». La même année, son œuvre Euclidian Abyss est exposé par le Abstract and Surrealist American Art at the Art Institute of Chicago en novembre 1947. Cette peinture fut la première vente de Newman. La toile a été achetée par des collectionneurs du Connecticut.
L'année d'après en 1948, Newman peint Onement I. Cette peinture est une avancée majeure dans sa carrière, les deux années suivantes sont les plus productives de sa vie. Onement I fait partie d’une série des Onement, avec Onement II et Onement III. Au début de l'automne, William Baziotes, David Hare, Robert Motherwell, et Mark Rothko créèrent une école d'art coopérative. Newman suggère le nom de l'école, Sujets de l'artiste afin de souligner l'importance de l'objet dans l'art abstrait.
En 1949, Newman fait dix-sept œuvres dans la même année, la plus productive de sa carrière. En janvier, Newman rejoint la faculté Sujets de l'artiste. Le couple Newman aide à l'organisation de conférences pour l'école. Malgré sa popularité, l'école ferme en mai 1949.
En 1950, Newman fait sa première exposition personnelle à la galerie de Betty Parsons. Sitôt après cette première exposition, Barnett Newman dit lors d'une session artistique du Studio 35 : « Nous sommes en train, en quelque sorte, de faire le monde à notre image. » Se servant de son talent d'écrivain, Newman se bat, pied à pied pour renforcer sa nouvelle image d'artiste et pour promouvoir son œuvre. Mais les critiques sont largement négatives. ARTNews écrit : « Newman est là pour choquer, mais il n'est pas là pour choquer la bourgeoisie - ça a déjà été fait. Il aime choquer les autres artistes ». Une seule peinture (End of Silence) fut vendue à des amis de sa femme. Après l'exposition, le bénéfice de Newman fut de 84,14 $.
Avec dix-sept autres artistes, Newman écrit une lettre pour protester contre le Metropolitan Museum of Art et contre sa vision négative de l'art moderne. Cette lettre parait dans le New York Times le 22 mai 1950 et déclenche une vague d'éditoriaux dans des publications locales et nationales. C'est dans cette même année qu'il fit sa première sculpture Here I, out of wood and plaster. L’artiste réfléchit sur la verticalité et la met en avant dans cette œuvre en bronze. Il fit également la même année The Wild qui est une toile longue et étroite. Sa surface est peinte en orange et sa tranche en gris-bleu.
En avril 1951, Newman expose une seconde fois à la galerie de Betty Parsons. C'est à cette exposition qu'apparaît pour la première fois une peinture de 5,40 mètres de long sur 2,40 mètres de large : Vir Heroicus Sublimis. Malheureusement, les critiques le condamnent une nouvelle fois et aucun des tableaux n'est vendu. Il finit par retirer son travail de la galerie et y cesse toute activité. Ce tableau devient par la suite son œuvre la plus connue.
Dans un essai intitulé Feelings is all. qui fut publié en 1952, le critique Clément Greenberg reconnait tardivement le travail de Newman de 1950 et 1951 lors de ses expositions et dénoncent ses détracteurs. Il déclare : « Newman est un artiste très important et original ». En avril 1952, Newman est exclu du Museum of Modern Art qui présente quinze artistes américains dont beaucoup de ses amis font partie comme Pollock et Rothko. Cet évènement blesse profondément Newman. Dans le catalogue de l'exposition, on peut lire : « Pour mon ami Barnett Newman qui, lui aussi, aurait dû être représenté dans cette exposition ».
En juin 1953, il rachète certaines de ses œuvres. Il déclare qu'il veut retirer toutes ces « petites » toiles de la vue du public. Cette action est bien représentative de la volonté de Newman de se retirer du monde officiel de l'art. Il n'expose plus jusqu'à 1955.
En 1955, Newman atteint cinquante ans et malgré le fait que sa femme commence un second travail, la situation financière du couple est précaire. En effet, le couple a recours à des emprunts et met en gage des objets de valeurs. Dans la même année, le critique Clément Greenberg fait l'éloge de l'art de Newman qui le décrit comme « profond et honnête » mais déclare également qu'il est le disciple de Still et que son travail se rapproche beaucoup de celui de son ami Rothko. Cette dernière déclaration agace profondément Newman. On peut citer par exemple sa lettre du 9 avril 1955, « Lettre à Sidney Janis : — Il est vrai que Rothko parle au combattant. Il se bat, cependant, pour soumettre le monde des philistins. Mon combat contre la société bourgeoise m'a convaincu de la rejeter totalement. »
À l'occasion du dixième anniversaire de la galerie de Betty Parsons, il expose une de ses œuvres "Horizon Light". C'est sa première exposition publique depuis 1951. Puis, jusqu'en 1957, il ne fait aucune peinture et s'il en fait, il les abandonne. Son ami Jackson Pollock, montre l'atelier de Newman à Ben Heller, un jeune collectionneur, qui achète deux tableaux Adam et Queen of the Night I pour 3 500 $. Peu de temps après, Jackson Pollock meurt dans un accident de voiture à Long Island ce qui affecte énormément le couple Newman.
En juin 1957, Newman fait partie de l'exposition du Minneapolis Institute of Arts. Mais ses ennuis avec les critiques continuent « La chose la plus stupide de l'exposition est Barnett Newman avec Vir Heroicus Sublimis. » Quelques mois plus tard, vers la fin de l'année, Newman fait une crise cardiaque et est hospitalisé pendant six semaines.
Par la suite, en 1958, il est aidé par sa femme, sa mère et sa sœur dans son appartement et peint très peu, dont deux toiles qui s'appellent plus tard : First Station et Second Station. Ces tableaux sont les premiers d’une longue série intitulée Stations of the Cross signifiant les chemins de la croix. Un peu plus tard, Ben Heller, le jeune collectionneur invita Alfred Barr et Dorothy Miller qui font partie du Museum of Modern Art à visiter l'atelier de Newman. C'est alors que quatre de ses peintures Abraham, Concord, Horizon Light et Adam sont exposées de façon itinérante au Museum Of Modern Art. C'est alors qu'il se rend à Milan, Madrid, Berlin, Amsterdam, Bruxelles, Paris et Londres puis revient à New York l'année suivante.
Lors d'un voyage d'affaire de 1959, Arnold Rudlinger, un historien d'art suisse et directeur de musée qui sera considéré comme l'un des pionniers de l'art américain en Europe voit une œuvre de Newman intitulé Day Before One. Il achète l'œuvre et devient le premier à avoir une collection publique détenant une œuvre de Newman. Plus tard, le MoMA fait de même et il devient le premier musée américain à avoir une œuvre de Newman.
Barnett Newman fit ensuite une exposition organisée par Clément Greenberg, le critique d'art et conseiller des galeries. Les critiques restent hostiles mais l'exposition intéresse la jeune génération d'artistes de New York pour qui c'est la première occasion de découvrir ses œuvres. En août 1959, le couple Newman voyage au Canada où Barnett anime un atelier d'été pour des artistes canadiens. Il devient très influent pour ces jeunes artistes dont plusieurs se rendent ensuite à New York. L'un d'eux, le sculpteur Robert Murray, déclare plus tard : « Il nous a aidé sur notre paranoïa provincial... Il fait paraître important d'être un artiste ».
En 1960, il complète des toiles brutes à la peinture noire. C'est à partir de ce moment qu'il commence à réfléchir à Stations of the Cross comme une série. Il y travaille durant les six prochaines années. Il travaille également sur des œuvres graphiques, ce qu'il n'a pas fait depuis onze ans. Il fait une série de vingt-deux dessins à l'encre de 4,20 mètres sur 3 mètres. En janvier 1961, la toile Vir Heroicus Sublimis est acheté par Ben Heller. D'autres ventes ont lieu cette année-là : L’Errance et Onement VI.
En février, Barnett Newman tombe dans une profonde dépression à la suite de la mort subite de son frère cadet, George. Pour le sortir de cette situation, son ami, Cleve Gray (en) l’invite à se joindre à un projet de lithographie au Pratt Graphic Art Center. C’est sa première expérience avec l'estampe, sous l'égide de Martin Barooshian. Peu de temps après, il peint un tableau dédié à son frère George écru et noir, Surgit la lumière (Pour George).
En janvier 1962, il décline des invitations à des évènements importants comme à la galerie d’art moderne de Washington ou à l’évènement « l’abstraction géométrique » au Whitney Museum of American Art à New York. C’est également pendant cette année qu’il réalise une toile nommée The Third. Avec l’aide de Robert Murray (en), Newman participe à un casting avec sa sculpture Here I (To Marcia) de 1950 à la Modern Art Foundry dans le Queens. Son nom vient de Marcia Weisman qui l’a poussé à faire le casting.

#### Reconnaissance critique
Le 23 octobre 1962, Newman et De Kooning font une exposition de leurs œuvres dans la galerie de Tony Smith. Les vagues de critiques sont enfin en faveur de Newman qui le déclarent désormais comme l’un des « plus remarquables artistes vivants aujourd’hui ».
En 1963, le magazine Vogue publie un essai biographique élogieux, de Harold Rosenberg, intitulé « Barnett Newman, un homme de controverse et de grandeur spirituelle ». Plus tard Newman est encouragé par William Lieberman, un conservateur de gravures au Museum of Modern Art, à faire de la lithographie. C’est alors que Newman décide de faire un « livre », recueil de lithographies. Il travaille donc sur quatre pierres dans son atelier. Son travail devient une série de procédés de lithographie nommé "Cantos" éditions ULAE. Il finit son projet en 1964 avec 14 "Cantos" mais il décide plus tard que quatre gravures en plus sont nécessaires ce qui élève le compte à dix-huit. Il se ravie de ce chiffre qui en hébreu (chai) signifie aussi vivant. C’est pour lui comme des chants musicaux qu’il dédie à sa femme Annalee. Il peint ensuite Seventh Station, Eighth Station, Ninth Station et Be II qui clôturent la série des Stations of the Cross qui sera exposée par le Guggenheim de New York. En septembre, Annalee part à la retraite. Elle passe désormais ses journées avec Barnett dans le studio.
En 1965, les œuvres de Newman participent à deux évènements qui marquent l’éloge de la fin de l’expressionnisme abstrait à Philadelphie, The Decisive Years : 1943-1953 et à Los Angeles, New York School, The First Generation: Paintings of the 1940s and 1950s. La même année, Newman fait une autre sculpture en acier Here II au Treitel Gratz Company qui complète Here I. Quelques mois plus tard, Walter Hopps, un conservateur, désigne Newman comme la figure centrale d’un groupe d’artistes qu’il choisit pour le Pavillon des États-Unis à la huitième Biennale de São Paulo. Les six autres artistes sont de vingt ans les cadets de Newman. Ce sont Billy Al Bengston, Larry Bell, Robert Irwin, Donald Judd, Larry Poons, et Frank Stella. À la demande de l’artiste, les sept peintures et les deux sculptures sont présentées hors compétition. Avec cet évènement, Newman charme les journalistes. Il obtient une franche admiration de la part d’Oscar Niemeyer, un architecte, et de la part du célèbre footballeur Pelé. Il impressionne également les artistes de São Paulo grâce notamment à sa connaissance de l’histoire de l’art.
Le 20 avril 1966, le Guggenheim de New York fait une exposition où seules les œuvres de Newman sont exposées et où figurent les peintures Stations of the Cross. Ces « Stations » ont gagné l’attention bien au-delà des limites habituelles du monde de l’art et ses œuvres s’exposent dans le monde entier notamment en Europe. Il continue de travailler à la fonderie Treitel Gratz où il fait une sculpture en Corten et en acier inoxydable nommé Be III. Il réalise aussi cette même année sa première peinture à l’aide de couleurs primaires qui est la base de la série des quatre Who’s Afraid of Red, Yellow and Blue complétées avec de l’acrylique. Il fait plusieurs peintures cette année-là dont une d'environ 5 mètres de long : Voice of Fire qui est utilisée dans le pavillon américain lors de l’exposition universelle de Montréal de 1967, une de ses plus impressionnantes peintures.
En août 1967, Newman est invité à prendre la parole sur la dimension spirituelle de l'art contemporain lors du premier congrès international sur la religion, l'architecture, et les arts visuels à New York. Lors de son discours, Newman affirme : « Ce qui importe pour un véritable artiste, c’est la distinction entre le lieu et le non-lieu ; et plus grand sera le travail de l'art, plus grand sera ce sentiment. Et ce sentiment est une dimension spirituelle fondamentale ». Peu de temps après, Newman commence à travailler avec la fonderie North Haven dans le Connecticut qui est spécialisée dans la fabrication de grands travaux d’art. Newman fait alors une sculpture monumental : Broken Obelisk qui sera exposé ensuite dans de nombreuses galeries d’art. Travaillant sur son obélisque, Newman se questionne à l'idée d'une peinture triangulaire.
En novembre 1967, les Newman viennent en Europe pour l’ouverture de "The Poetry of Vision" à Dublin, une exposition d’art contemporain et antique où sont exposés Who’s Afraid of Red, Yellow and Blue II, Queen of the Night II, et Now II. Le 21 décembre 1967, Newman signe une lettre ouverte dans le New York Review of Books pour protester contre l'antisémitisme dans l'Union soviétique.

#### Fin de carrière
En janvier 1968, le couple vient à Paris afin que Newman participe à une conférence honorant Charles Baudelaire et fait sa première visite au Louvre. Le 28 avril, Newman accepte un poste de professeur à l'Université de Bridgeport, dans le Connecticut. Cette année-là, Newman exécute une peinture dédiée à sa mère Anna’s Light. C’est la plus grande peinture jamais réalisée par Newman et la première à être non tendue et fixée directement au mur de l’atelier. Quelques mois plus tard, il proteste contre le Maire de Chicago Daley et les actions policières brutales en supprimant l’œuvre Gea d’une exposition à Chicago et fait des plans pour une sculpture intitulée Mayor Daley’s Outhouse mais il n’a pas assez de temps pour la réaliser.
Le 25 mars 1969, Newman ouvre sa première galerie, la M. Knoedler and Company qui présente ses œuvres des années 1960. Les quatre réalisations Who's Afraid of Red, Yellow and Blue ont un grand succès tout comme Now II, Anna’s Light et les deux peintures triangulaires qu’il vient d’achever Jericho et Chartres. Vient alors la première monographie publiée consacrée à Newman écrit par Thomas Hess.
Les œuvres de Newman sont controversées mais largement louées par le milieu. Les avis négatifs des critiques ne laissent aucun doute quant à l’importance de Newman. Ses expositions attirent autant d’attention que les rétrospectives des musées de Willem de Kooning et David Smith qui ont lieu la même année. Il exécute cette année-là Zim Zum I qui à l’origine devait faire 3,60 mètres de haut mais qu’il réduit à 2,40 mètres pour qu’il puisse être expédié à Tokyo pour une exposition au Hakoone Open Air Museum.
Dix de ses peintures et trois de ses sculptures couvrant la carrière de Newman de 1946 à 1969 apparaissent dans l'exposition de New York sur la Peinture et la Sculpture de 1940 à 1970, organisée par Henry Geldzahler pour le Metropolitan Museum of Art. Puis en fin d’année, Newman commence des plans pour de grandes expositions rétrospectives qui sont organisées par Thomas Hess notamment à la Tate Gallery de Londres, le Grand Palais à Paris, le MoMA à New York et le Stedelijk Museum à Amsterdam.
En janvier 1970, Newman contribue au centenaire du Metropolitan Museum of Art. Il écrit alors : « J'ai toujours eu un dégoût même un dédain pour les reproductions et les photographies d'œuvres d'art, même ceux de mon propre travail. Je ne peux que me sentir heureux que mon éducation artistique ne soit pas venue de l'examen de photographies et de superproductions de diapositives ou même des enseignants, mais de moi-même face à la réalité ».
Le 17 mai 1970, l’université Brandeis à Waltham dans le Massachusetts honore le travail de Newman avec une médaille des arts créatifs dans la peinture.
C’est le 4 juillet 1970, à soixante-cinq ans, que Barnett Newman succombe à une crise cardiaque dans son atelier près de la peinture Who’s Afraid of Red, Yellow, and Blue IV. Dans son studio se trouve également une toile inachevée de 5,40 mètres par 2,40 mètres, une toile triangulaire à angle droit et trois de ses œuvres achevées mais non encore intitulées.

## Les œuvres

### Premières œuvres
Il peindra au fil de sa carrière 118 tableaux [réf. nécessaire]. Dans les années 1940 son style est plutôt surréaliste puis devient plus mûr. Ceci se caractérise par des surfaces de couleur séparées par de fines lignes verticales, des zips (signifie en anglais « fermeture Éclair ») comme il les nomme. Dans ses premières œuvres présentant ces zips, les champs de couleur ne sont pas uniformes, mais par la suite, les couleurs sont pures et plates.
En 1947, il expose deux œuvres dans la galerie de Betty Parson, Gea et Euclidian Abyss.On voit avec "Euclidian Abyss" que l’artiste tente de définir son propre style. Sur fond noir, des lignes verticales jaunes et pas tout à fait verticales ont de plus en plus d’importance dans ses œuvres. Ces zips marquent la singularité de l’artiste et resteront un élément constant de la carrière de Newman.
Lui-même pensait qu'il avait atteint la pleine maturité de son style avec la série Onement, en 1948. . Ce sont des œuvres avec un fond bordeaux et des zips verticaux d’autres couleurs. Elles provoquent des bouleversements et des émotions aux spectateurs. Newman disait à propos de ces œuvres : "Il y a des transformations de sentiments spécifiques et séparées qui peuvent être vécues devant chaque tableau"
Dans quelques peintures des années 1950, comme The Wild, qui fait deux mètres quarante de long sur quatre centimètres de large, le zip est bien là, s'il n'est pas l'œuvre en elle-même. Newman réalise également quelques sculptures dont Here I qui sont essentiellement une représentation tridimensionnelle de zips.
En 1951, il expose Vir Heroicus Sublimis, qui deviendra par la suite son œuvre la plus connue. Le nombre de Zip et leur régularité amène une symétrie au tableau donnant un aplat rouge qui semble simple.
Bien que les peintures de Newman apparaissent comme purement abstraites et que nombre d'entre elles n'avaient pas de titre, à l'origine, les noms qu'il leur donna ensuite se rapportent à des sujets spécifiques, souvent en rapport avec un thème sur le Judaïsme. Deux œuvres du début des années 1950, par exemple, se nomme Adam et Eve, puis également Uriel (1954) et Abraham (1949), une peinture très sombre, dont le nom est certes celui du patriarche de la Bible mais était également celui du père de Newman décédé en 1947. Newman exprime un certain mysticisme avec les titres de ses œuvres. Notamment avec "Adam", le premier nom du personnage biblique qui se rapproche de adom signifiant rouge et de dam, le sang. Cette toile au tonalité rouge est le résultat de l’identité juive de Newman dont il se préoccupe beaucoup notamment lors des horreurs survenant lors de la seconde guerre mondiale l’Holocauste. Il déclara : "Quand Hitler ravageait l'Europe, pouvions-nous nous exprimer en peignant une jolie fille nue allongée sur un divan ?" A cette interrogation, il répondit par l’abstraction.
La série de peintures incluant des variations de beige avec des bandes verticales noires., The Stations of the Cross (1958-1964), débute peu après que Newman se fut remis d'une crise cardiaque, elle est vue comme un sommet de sa carrière. La série est sous-titrée Lema sabachthani – « Pourquoi m'avez-vous abandonné ? » – mots prononcés par le Christ sur la croix. Newman voit ses mots comme ayant un sens universel. La série a aussi été vue comme un mémorial aux victimes de la Shoah. Newman voulait exprimer le tragique et la violence universelle en relation avec la passion.

### Œuvres tardives
Les œuvres tardives de Newman comme la série Who's Afraid of Red, Yellow and Blue, qui est uniquement réalisée à partir de couleurs primaires et les zips confèrent une dynamique à l’ensemble de la peinture. Ces œuvres sont faites de couleurs pures et vibrantes, souvent sur de vastes toiles – Anna's Light (1968), baptisée ainsi en mémoire de sa mère qui mourut en 1965, est la plus grande, huit mètres quarante sur deux mètres soixante-dix. Newman travaille également sur des toiles non rectangulaires vers la fin de sa vie, comme Chartres (1969), par exemple qui est triangulaire, puis revient à la sculpture, réalisant quelques pièces en acier poli. Ses dernières peintures sont réalisées avec de la peinture acrylique plutôt qu'avec de la peinture à l'huile comme dans ses précédentes œuvres. Parmi ses sculptures, le Broken Obelisk est la plus grande et la plus connue, représentant un obélisque à l'envers dont la pointe repose sur celle d'une pyramide.
Il réalise également une série de lithographies, les 18 Cantos (1963-64) qui selon Newman, évoquent la musique. Son œuvre compte aussi quelques eaux-fortes. Il dédie ses œuvres à sa femme Annalee.
En 1962, il réalise une grande toile orangée avec deux zips jaunes The Third. Au sujet de cette œuvre, Newman disait : "Je sens que mes zips ne divisent pas mes peintures. Je sens qu'ils provoquent exactement l'inverse, ils unifient l'ensemble"
Newman est en général considéré comme un expressionniste abstrait, si on se base sur son travail à New York, dans les années 1950, où avec d'autres artistes de cette tendance il a développé un style abstrait qui n'avait plus rien de commun avec l'art européen. Cependant son rejet du travail expressif au pinceau tel que l'utilisaient d'autres expressionnistes abstraits comme Clyfford Still et Mark Rothko et l'utilisation d'aplat de couleur sur des surfaces bien délimitées, peuvent faire de lui un précurseur des artistes des mouvements picturaux Hard edge painting, Colorfield Painting et Minimalisme (art), tel que Frank Stella.
Newman ne remporta pas un grand succès comme artiste pendant la plus grande partie de sa vie, étant éclipsé par des personnages hauts en couleur comme Jackson Pollock. L'influent critique Clement Greenberg écrivit sur lui des papiers enthousiastes, mais ce n'est pas avant la fin de sa vie qu'on commença à le considérer sérieusement. Il influença néanmoins de nombreux jeunes peintres.
Newman a toujours insisté sur le fait que ses spectateurs doivent voir ses œuvres de près afin d’être enveloppé par les couleurs denses. Il faut que ses toiles donnent au visiteur le sentiment de se noyer dans de la couleur pure. Son art est abstrait, total et sans compromis. Il déclara : "On dit que j'ai mené la peinture abstraite vers ses limites, alors qu'il est évident pour moi que je n'ai fait qu'un nouveau commencement".
Newman est mort à New York d'une crise cardiaque en 1970.